# Cantonul Maromme
Cantonul Maromme este un canton din arondismentul Rouen, departamentul Seine-Maritime, regiunea Haute-Normandie, Franța.

## Comune
| Comune   | Populație (1999) | Cod poștal | Cod INSEE |
| -------- | ---------------- | ---------- | --------- |
| Canteleu | 15 430           | 76380      | 76157     |
| Maromme  | 12 411           | 76150      | 76410     |